# Сундетбаев, Самат Слямбекович
Самат Слямбекович Сундетбаев (24 декабря 1929года, с. Карааул, Чингистауский район, Семипалатинский округ — 11 декабря 1967 года, Йемен) — советский дипломат.

## Биография
Родился 24 декабря 1929 года в селе Карааул Чингистауского района Семипалатинского округа (ныне — Абайский район Абайской области) в семье крестьянина. Рано остался без отца, отчим погиб на фронте в годы Великой Отечественной войны. В семье также были младшая сестра и брат.
В 1947 году окончил среднюю школу с золотой медалью и поступил в Семипалатинский торговый техникум. После успешного окончания техникума, в 1950 году учился в Ленинградском институте торговли им. Энгельса, который также окончил с отличием.
В 1954—1958 годы занимал должность заместителя начальника управления торговли в Гурьевской, Актюбинской областях, в 1961—1963 годы — заведующий отделом, член коллегии Министерства торговли Казахской ССР. В 1963 году был переведён на должность заместителя заведующего отделом лёгкой пищевой промышленности и торговли ЦК Компартии Казахстана.
В 1964 году по направлению ЦК Компартии Казахстана был направлен в Высшую дипломатическую школу в Москве. В июне 1967 года с отличием окончил Высшую дипломатическую школу и был направлен на дипломатическую службу в Йеменскую Народную Республику — с 1 августа 1967 года назначен вторым секретарем Посольства СССР в Йемене.
11 декабря 1967 года погиб, выполняя мероприятия по передислокации посольства, эвакуации женщин и детей сотрудников на родину в связи с гражданской войной в стране пребывания.
Министерство иностранных дел СССР и Правительство Казахской ССР привезли его останки в столицу того времени — город Алма-Ата, где похоронили и установили памятник на Центральном кладбище. 28 октября 1968 года Президиум Верховного Совета СССР посмертно наградил дипломата Сундетбаева С. С. орденом «Знак Почёта» за «образцовую работу в условиях военной обстановки в Йемене». У дипломата остались жена Мария, шестилетний сын Мухтар и четырехлетняя дочь Данелия (на 2013 год — арабист, дипломат в системе МИД РФ).
Улица имени Сундетбаева, экспозиции в районном музее села Карааул Абайского района, мемориальная доска с барельефом на здании техникума в городе Семее, более 60 публикаций, связанных с его именем, в централизованной библиотеке этого города — это дань памяти и уважения к его личности и труду на родине.
В рамках празднования 20-летия образования Министерства иностранных дел Республики Казахстан в музее дипломатической службы открыт специальный стенд, посвящённый Самату Сундетбаеву.